# Bad Habit
Bad Habit är en singel av det amerikanska punkrockbandet The Offspring. Låten spelades enbart på radio, då främst av den amerikanska radiokanalen KROQ år 1995. På grund av detta uppstod det missförstånd om denna låt skulle släppas som singel eller inte, vilket det senare visade sig att det inte skulle bli så. Någon musikvideo till "Bad Habit" spelades aldrig in, men bandet uppträdde med låten live på Billboard Music Awards som hölls den 7 december 1994. "Bad Habit" finns med i mobilspelet Tap Tap Revenge 4 och den kom på plats 59 på listan The KROQ Top 300 Songs of the 90s.

## Låtlista
Alla låtar är skrivna och komponerade av The Offspring, om inte annat anges. 
| Nr | Titel     | Längd |
| -- | --------- | ----- |
| 1. | Bad Habit | 3:43  |